# Estadio Norman Lee
El estadio Norman Lee es un recinto deportivo propiedad de la Asociación Deportiva Berazategui. Fue abierto al público el 21 de noviembre de 1981. En dicha fecha, en homenaje a uno de los principales impulsores y contribuidores, el estadio fue nombrado como «Norman Lee».
Se encuentra ubicado en Av. Juan Manuel Fangio (ex Av. Los Paraísos) entre calles 16 y 18 de la ciudad de Berazategui, Argentina.
El estadio ha sido el escenario principal de diversos torneos nacionales, entre ellos, la Primera B, Primera C (masculino y femenino), Primera D y la Copa Argentina.

## Historia

### La Coca Cola
Luego de que el equipo finalizara ubicado en la segunda posición en la Primera División D y obtener el ascenso a la siguiente división, ya para la siguiente temporada en la nueva categoría, la comisión directiva continuó con las gestiones para albergarse en un estadio local provisorio de cara a la nueva temporada en la nueva categoría.
Las conversaciones con la familia Lee, pertenecientes a la empresa Coca-Cola, dedicada principalmente a embotellar el producto a través de la empresa Reginald Lee S.A, dieron como resultado el préstamo del complejo deportivo para su uso. De esta manera, a mediados de 1976, Ecos Deportivos expresaba el principio del acuerdo:

(…) Estamos en condiciones de informar que directivos naranjas han mantenido una entrevista con el señor Norman Lee de Coca Cola, a fin de solicitar en préstamo el campo deportivo de esa empresa. El pedido formal, quedó para la consideración del director en su próxima reunión. Creemos que será positivo (…). En esa misma dirección, se comunicó que (…) por lo pronto la comisión directiva naranja y asociados han iniciado una campaña para recaudar fondos a fin de comprar el alambrado olímpico y materiales de construcción (…)
Ecos Deportivos

Ya en el año 1977, la comisión directiva de Berazategui reanudó la remodelación del predio para cumplir con los requisitos que eran exigidos por la Asociación del Fútbol Argentino. En febrero, Gilberto Martín declaraba al diario El Sol lo siguiente:

“Se trabaja activamente en el campo de deportes ubicado a la altura del kilómetro 31,500 donde se está terminando el alambrado olímpico; ya están listos los vestuarios; se está haciendo la empalizada para separar lo que será la sede de la ADB y los vestuarios; también se están construyendo los baños para damas y caballeros y muy pronto se comenzarán a hacer las boleterías”
Diario El Sol

Para el comienzo de la temporada de 1977 en la Primera División C, Berazategui inició su travesía por la categoría, donde en las primeras cinco fechas disputadas obtuvo una victoria, tres empates y una derrota. Recién el 9 de abril de 1977, por la 6ta fecha, daría su estreno en "La Coca Cola", en la derrota por 0-1 ante Colegiales.
Recién en la fecha 11, el 21 de mayo, llegó la primera alegría: victoria por 1 a 0 ante Excursionistas con tanto de Eduardo Acuña. Además, en la segunda rueda del campeonato, en ocho cotejos disputados en "La Coca-Cola", el equipo logró seis triunfos y dos derrotas. El hecho más destacado ocurrió el 15 de octubre, con una goleada 7 a 1 sobre Victoriano Arenas con seis goles de Carlos Lobo.
Berazategui disputaría sus partidos en dicho predio desde la temporada 1977 hasta la 1981, todas en la tercera categoría del fútbol argentino, hasta el estreno del actual Estadio Norman Lee.

### Fundación de la Asociación Deportiva Berazategui
La Fundación, o conocida por sus siglas FADB, fue establecida el 22 de octubre de 1984 como una institución cuyo objetivo principal es salvaguardar el patrimonio de las 28 hectáreas ante eventuales riesgos. Según el acta de Asamblea Extraordinaria N.º 22, de fecha 29 de abril de 1984, la Asociación Deportiva Berazategui, le cedió el usufructo de dicho terreno para su cuidado, estableciendo que su utilización será de uso exclusivo de la ADB.
Para la compra de los terrenos donde actualmente se encuentra el Estadio Norman Lee, se realizaron diversas gestiones y solicitudes por parte de la comunidad. El 2 de diciembre de 1979, el presidente de Berazategui, Máximo Ferrero, anunció la creación de una Comisión Especial para la adquisición de las tierras. Entre sus principales miembros se encontraban Norman Lee, quien asumió la presidencia, el propio Máximo Ferrero como vicepresidente primero y Luis Blanco como vicepresidente segundo, entre otros. Este grupo de socios tuvo el control total del proyecto durante cinco años.
El 11 de diciembre de 1979, en las oficinas del tesorero Amor Ameal, se firmó el boleto de compraventa entre Berazategui y la familia Calumi, hasta ese momento propietaria de los terrenos, bajo la presencia de la escribana Elisa Durrels. Para recaudar los fondos necesarios para la compra, se obtuvo un crédito del Banco Credicoop de Berazategui, además de solicitar la colaboración de la comunidad a través de diversas campañas, ventas y rifas. A su vez, la Municipalidad de Berazategui, al mando del intendente Rodolfo Elizagaray, brindó un apoyo fundamental con personal y maquinaria para la nivelación y acondicionamiento del predio.

### Norman Lee
El nombre del estadio rinde homenaje a quien articuló y fomentó el crecimiento de los primeros años de Berazategui. Su legado se refleja en dos hechos fundamentales: en primer lugar, la cesión del campo de deportes 'La Coca Cola', donde el club disputó sus encuentros entre 1977 y 1981; en segundo lugar, su participación activa en la creación de la Comisión Especial que en 1979 gestionó la compra de las actuales tierras y en la posterior fundación de la FADB.
El 21 de noviembre de 1981, aquel objetivo se convirtió en realidad: Berazategui inauguraba su estadio. El primer partido en el Norman Lee, fue ante Brown de Adrogué en el que tras empatar por la mínima (1-1), el Naranja logró permanecer una temporada más en la Primera C, en la temporada 1981. El primer gol en la historia del estadio fue convertido por Adalberto "Cacho" Chafala.

## Características
El Norman Lee cuenta con 28 hectáreas en la cual se encuentra con una tribuna popular (local) de cemento con 15 escalones de alto y 50 metros de largo, llamado como "Hermanos Lobos"; la platea alta "Alfredo San Miguel" (local) de 15 escalones, remodelada a nueva con tablones de hormigón y 170 asientos de plástico (naranjas y blancos); una platea baja de cemento con 3 escalones por unos 70 metros de largo. Del otro lado, tribuna norte de cemento, de 15 escalones y 50 metros de largo que fue inaugurada en febrero de 2024 con capacidad para 4.500 espectadores y nombrada como "Cacho Chafala - José Francisco Mercado". Por lo que el mismo, en su totalidad, tiene una capacidad para 10.000 espectadores.   
Además cuenta con cinco cabinas de transmisión, ubicadas en la terraza del “Salón Blanco”. Una secretaría del socio, ubicada justo debajo de la platea alta y pegado a este un reducto angosto con ventanillas a la calle (Av. Juan Manuel Fangio) para la venta/canje de entradas. Un salón de eventos denominado “Salón Blanco” que junto a la secretaría del socio fueron re-modelados a nuevos por la agrupación “Resistencia Naranja”. Un estacionamiento para aproximadamente 80 vehículos donde en los días de partidos tanto del primer equipo como inferiores, se ingresa por calle 16. Cuenta también con varias canchas auxiliares para los partidos de las divisiones inferiores y equipo femenino del club.

## Ubicación
El estadio queda en Av. Juan Manuel Fangio (ex Paraísos) y 16. Y hay varias maneras de llegar:
- Por Autopista Bs.As/La Plata, avenida 14 y doblar hacia la izquierda para tomar Av. Juan Manuel Fangio.

- En tren (Línea Roca – Constitución/ La Plata) bajar en Estación Berazategui y caminar unas 13 cuadras hacia el lado del Río de la Plata. O tomar un colectivo de la línea 603 Ramal 1 (B° Marítimo x Italia) que tiene parada en Av. Juan Manuel Fangio y 16.

- Por Camino General Belgrano o Avenida Calchaquí hasta el Cruce Varela, tomar Avenida 14 hacia el lado de Berazategui centro (este) hasta Av. Juan Manuel Fangio (Aprox. unas 60 cuadras).

### Ingresos
- A la popular local se ingresa por Av. Juan Manuel Fangio y calle 18, detrás de los monoblok del Barrio “Juan El Bueno”.

- A la platea se ingresa por la Av. Juan Manuel Fangio entre calles 16 y 18 (Portón doble hoja con los colores naranja y blanco).

- Delegación visitante ingresa por Av. Juan Manuel Fangio y calle 16 (actualmente se los ubica en un “pulmón” entre la vieja popular local de madera y la platea local).

## Inhabilitación del estadio
Desde fines del 2012 hasta el 21 de marzo del 2016, Berazategui no jugó en su estadio. Las razones fueron varias. Primero, se prohibió el estadio por la presencia de tribunas con tablones de maderas. Luego, las peleas entre dos fracciones de las “barras” lo afectaron directamente en su localía. Y, por último, intereses políticos.
Desde la asunción de Ángel Alberto García, Berazategui jugó de local en diferentes estadios. Desde El Porvenir, Quilmes, Argentino de Quilmes, Defensa y Justicia, Los Andes, Temperley, Talleres RE, Brown de Adrogué, Estadio Ciudad de La Plata, Villa San Carlos, Lanús y Banfield, en Zona Sur, hasta Estudiantes de Caseros, Liniers y Laferrere en la Zona Oeste.
Recién luego de la intervención del club, en 2016, el Norman Lee pudo ser re-acondicionado y abrir nuevamente sus puertas para cobijar al hincha "Naranja".

## Reinauguración
Luego de 3 años y 112 días, Berazategui volvía a jugar en el Norman Lee. Por entonces, Laferrere había perdido y, si el Naranja ganaba, llegaría a la punta en soledad en aquel campeonato. Enfrente estaba Excursionistas, que de ganar, quedaría muy cerca de la cima del torneo.
Con un gran marco en las tribunas, los equipos saltaron a la cancha. Comenzado el cotejo, ambos equipos se pararon con firmeza dentro del terreno de juego. Ninguno arriesgaba de más y buscaban atacar por las bandas. El juego se tornaba lento y aburrido, producto de la gran fricción entre unos y otros durante todo el primer tiempo.
Los primeros 45 minutos transcurrieron de la misma manera. Pocas llegadas, muchas imprecisiones y faltas y poco juego. Los equipos se retiraban al descanso en busca de un mejor desarrollo de partido de cara a la etapa complementaria.
Durante los primeros momentos del segundo tiempo, ambos equipos generaron mucho más. El partido se volvía de ida y vuelta, teniendo un palo a palo constante en los ataques de ambos equipos. A los 15 minutos, el equipo de Guillermo Szeszurak (DT de Excursionista en aquel partido) lograría golpear primero: gran jugada colectiva del visitante que terminaría con Leonardo Ruíz cara a cara con el arquero César González. El jugador del Villero no perdonó y con un tiro cruzado sentenció el 0-1 para la visita.
Después de recibir el primer gol en contra, Marcelo Phillip decide mandar a cancha a Nahuel Pombo. Y 14 minutos más tarde, el volante devolvería la confianza con el tanto del empate, con un gran zurdazo al ángulo de Juan Arias Navarro.
El 1-1 le devolvió la confianza al Naranja que se lanzó decidido en busca del gol de la diferencia. Gol que iba a llegar tan solo 120 segundos después, a los 30 del segundo tiempo: David Oltolina quiso enviar un centro a la cabeza de sus delanteros, pero su disparo salió hacia el arco. Arias no pudo controlar y la pelota terminó dentro del arco. Berazategui lo daba vuelta en menos de dos minutos.
El partido tendría tiempo para una alegría más. Pombo jugó rápidamente un tiro libre para Oltolina, quien llegó hasta el fondo y colocó el centro para Martín Gianfelice. El delantero no perdonó y, a los 40 del segundo tiempo, le puso punto final a la historia en el Norman Lee.

## Tribuna Popular Norte
En 2022 se presentó el proyecto de la Tribuna Popular Norte, retirando los viejos tablones de madera que estaban inhabilitados hace más de 10 años, dando lugar a la segunda tribuna de cemento. 
El 28 de febrero de 2024, previo al comienzo de la 4ta fecha del Torneo Apertura de la Primera C, con posterior triunfo del equipo local por 2-0 ante Luján, se inauguró la nueva tribuna remodelada. Fue nombrada con los nombres de Cacho Chafala y José Francisco Mercado, dos exjugadores que convirtieron goles históricos para el Club. Actualmente, luego de las refacciones, cuenta con una capacidad de 4.500 espectadores, consumando un total de 10.000 en el Estadio.   